# Aubria
Az Aubria a kétéltűek (Amphibia) osztályába, a békák (Anura) rendjébe és a  Pyxicephalidae családjába tartozó nem. A nem nevét  Charles Eugène Aubry-Lecomte tiszteletére kapta.

## Elterjedése
A nembe tartozó fajok Nyugat-Afrikában honosak.

## Rendszerezés
A nembe az alábbi 2 faj tartozik:
- Aubria masako  Ohler & Kazadi, 1990
- Aubria subsigillata  (Duméril, 1856)